# Sân vận động San Nicola
Sân vận động San Nicola (tiếng Ý: Stadio San Nicola; tiếng Anh: Saint Nicholas Stadium) là một sân vận động đa năng toàn chỗ ngồi ở Bari, Ý. Sân vận động được thiết kế bởi Renzo Piano. Sân hiện được sử dụng chủ yếu cho các trận đấu bóng đá. Đây là sân nhà của S.S.C. Bari. Sân vận động có thiết kế giống như một bông hoa. Để tạo ra thiết kế đặc biệt này, sân vận động bao gồm 26 'cánh hoa' và các tầng trên của sân vận động cao hơn được ngăn cách bởi các khoảng trống 8 mét, đủ để đảm bảo các điều kiện an ninh thỏa đáng.
Là sân vận động bóng đá lớn thứ ba ở Ý sau San Siro của Milano và Sân vận động Olimpico của Roma, San Nicola có sức chứa 58.248 người và sân được lấp đầy lần đầu tiên trong trận đấu play-off Serie B 2013-2014 của A.S. Bari vào tháng 6 năm 2014. Trước đó, lượng khán giả đến sân vận động cao nhất là 52.000 người cho một trận đấu Serie A của A.S. Bari trong mùa giải 2009-10.
Sân vận động được xây dựng vào năm 1990 cho Giải vô địch bóng đá thế giới 1990, trong đó sân đã tổ chức 5 trận đấu: Liên Xô vs. România, Cameroon vs. România, và Cameroon vs. Liên Xô trong khuôn khổ bảng B; Tiệp Khắc vs. Costa Rica ở vòng 16 đội; và trận tranh hạng ba giữa Ý và Anh.
Sân đã tổ chức trận chung kết Cúp C1 châu Âu 1991, mà Sao Đỏ Beograd đã giành chiến thắng. Đây cũng là địa điểm tổ chức Đại hội Thể thao Địa Trung Hải 1997.
Sân vận động đã tổ chức trận đấu bảng B của vòng loại Euro 2008 giữa Ý và Scotland vào tháng 3 năm 2007, mà Ý đã giành chiến thắng 2–0, và cũng là trận đấu quyết định cho Giải vô địch bóng đá thế giới không chính thức.
Sân vận động San Nicola đã tổ chức trận đấu vòng loại World Cup 2010 giữa Ý và Cộng hòa Ireland vào ngày 1 tháng 4 năm 2009. Đội tuyển Ý đã bị la ó trên sân sau khi Ireland gây sốc cho cả nước Ý bằng bàn thắng ở phút 87. Trận đấu kết thúc với tỷ số hòa 1–1.

## Giải vô địch bóng đá thế giới 1990
Sân vận động là một trong những địa điểm của Giải vô địch bóng đá thế giới 1990, và đã tổ chức các trận đấu sau:
| Ngày                | Đội #1    | Kết quả | Đội #2     | Vòng               |
| ------------------- | --------- | ------- | ---------- | ------------------ |
| 9 tháng 6 năm 1990  | Liên Xô   | 0–2     | România    | Bảng B             |
| 14 tháng 6 năm 1990 | Cameroon  | 2–1     | România    | Bảng B             |
| 18 tháng 6 năm 1990 | Cameroon  | 0–4     | Liên Xô    | Bảng B             |
| 23 tháng 6 năm 1990 | Tiệp Khắc | 4–1     | Costa Rica | Vòng 16 đội        |
| 7 tháng 7 năm 1990  | Ý         | 2–1     | Anh        | Trận tranh hạng ba |